# Mami Shinkai
Mami Shinkai –en japonés: 新海真美, Shinkai Mami– (7 de junio de 1985) es una deportista japonesa que compitió en lucha libre. Ganó una medalla de plata en el Campeonato Mundial de Lucha de 2008 y tres medallas en el Campeonato Asiático de Lucha entre los años 2007 y 2012.

## Palmarés internacional
| Campeonato Mundial  | Campeonato Mundial   | Campeonato Mundial | Campeonato Mundial |
| Año                 | Lugar                | Medalla            | Categoría          |
| ------------------- | -------------------- | ------------------ | ------------------ |
| 2008                | Tokio (Japón)        | Medalla de plata   | 67 kg              |
| Campeonato Asiático |                      |                    |                    |
| Año                 | Lugar                | Medalla            | Categoría          |
| 2007                | Biskek (Kirguistán)  | Medalla de bronce  | 67 kg              |
| 2008                | Jeju (Corea del Sur) | Medalla de oro     | 67 kg              |
| 2012                | Gumi (Corea del Sur) | Medalla de bronce  | 72 kg              |